# 谷衛昉
谷 衛昉（たに もりやす）は、江戸時代後期の大名。丹波国山家藩の第11代藩主。

## 生涯
文化8年（1811年）、摂津国麻田藩10代藩主・青木一貞の次男として誕生した。伊予国宇和島藩主・伊達村年の曾孫に当たる。
文政3年（1820年）、谷衛弥の跡を受け家督を相続する。文政10年12月16日、従五位下・出羽守に叙任する。弘化2年（1845年）9月5日、隠居し、養子の衛弼に家督を譲る。
明治17年（1884年）、死去。

## 系譜
- 父：青木一貞（1776年 - 1831年）
- 母：不詳
- 養父：谷衛弥（1797年 - 1820年）
- 正室：北条氏喬（河内国狭山藩主）の娘
- 継室：歌子（大和国柳本藩主織田信陽の娘）
- 継々室：ユキ（陸奥国三春藩主秋田孝季の娘）
- 生母不明の子女
  - 男子：谷衛金
  - 男子：谷衛宜
  - 女子：鉚（美代。谷衛弼正室。のち出羽国米沢新田藩主上杉勝道正室）
  - 女子：歌（谷衛弼養女として谷衛滋正室）
  - 女子：定子（橋本実梁室） - 公家。左近衛少将。のち伯爵。
- 養子
  - 男子：谷衛弼（1823年 - 1856年） - 近江国膳所藩主本多康禎の三男